# Baccharis nummularia
Baccharis nummularia là một loài thực vật có hoa trong họ Cúc. Loài này được Heering ex Malme mô tả khoa học đầu tiên năm 1933.